# Sofia Paldanius
Sofia Paldanius, född 16 mars 1979 i Göteborg, är en svensk kanotist som tävlar för Jönköpings kanotklubb och bor i Jönköping. Paldanius har en filosofie kandidat-examen i medie- och kommunikationsvetenskap.
Paldanius är Stor tjej nummer 124 på Svenska Kanotförbundets lista över mottagare för utmärkelsen Stor kanotist.
I januari 2017 meddelades att hon slutar tävla på elitnivå.

## Meriter
- 4:a K1 500 OS i London 2012
- 3:a för-OS 2011
- VM-brons K1 1000 meter 2010
- Tog SM-guld på K1 500 för tionde året i rad
- VM-brons K2 500 meter 2009
- EM-guld K2 1000 meter 2009
- Vinnare av totala världscupen 2006 och 2007
- VM-brons K 1 1000 meter 2007
- EM-guld K 1 1000 meter 2007
- VM-brons K 4 200 meter 2006
- EM-silver K 1 1000 meter 2005
- EM-brons K 4 200 meter 2005

### Fotnoter
1. ↑  Filip Durefelt (13 januari 2017). ”Paldanius avslutar elitkarriären”. SVT Sport. http://www.svt.se/sport/kanot/paldanius-avslutar-elitkarriaren/. Läst 13 januari 2017.